# Umm el-Qa'ab
Umm el-Qa'ab, "La madre dei vasi" (in arabo أم القعاب‎?, Umm al-qaʿāb) è il nome moderno di una necropoli egizia. Il nome è legato alla grande quantità di frammenti di ceramica scoperti nella zona.
L'antichissima necropoli si chiamava "Peqer" in geroglifico:
| Q3 | N29 · D21 | O49 |

"pqr"
Situata nei pressi di Abido (26°10′30″N 31°54′29″E), a circa 2 chilometri di distanza in direzione sud-ovest, fu scoperta da Émile Amélineau nel 1895 e ospita più di 650 sepolture, tra cui quelle di sovrani predinastici e della I e II dinastia egizie.
Tutte le sepolture sono costituite da camere sotterranee a cui, si ritiene, fosse sovrapposta una mastaba.

## La necropoli
La necropoli è divisa in due cimiteri distinti con numerose inumazioni dalle tombe di varie dimensioni e delle quali ci sono pervenute solo le camere sotterranee essendo completamente scomparse le sovrastrutture.
Vicino alle sepolture reali, vi sono le tombe dei funzionari che avevano servito il proprio faraone, come avveniva durante l'Antico Regno.
L'egittologo Günther Dreyer ha rinvenuto nella necropoli sigilli recanti le sequenze di nomi
- Narmer, Aha, Djer, Djet, Den, Anedjib, Semerkhet Qa'a
- Narmer, Aha, Djer, Djet, Den, Mer(it)neith

questi ritrovamenti confermerebbero quindi sia la storicità dei sovrani della I dinastia sia la loro collocazione in sequenza.
Di seguito l'elenco dei sovrani sepolti nella necropoli reale:
| Sovrano      | Dinastía | Tomba     | Note |
| Horo Iri     | 0        | B1 B2     |      |
| Horo Ka      | 0        | B7 B8 B9  |      |
| Re Scorpione | 0        | B50       |      |
| Narmer       | I        | B16 B17   |      |
| Aha          | I        | B10-15-19 |      |
| Djer         | I        | O         |      |
| Djet         | I        | Z         |      |
| Mer(it)neith | I        | Y         |      |
| Den          | I        | T         |      |
| Anedjib      | I        | X         |      |
| Semerkhet    | I        | U         |      |
| Qa'a         | I        | Q         |      |
| Peribsen     | II       | P         |      |
| Khasekhemui  | II       | V         |      |

## Storia

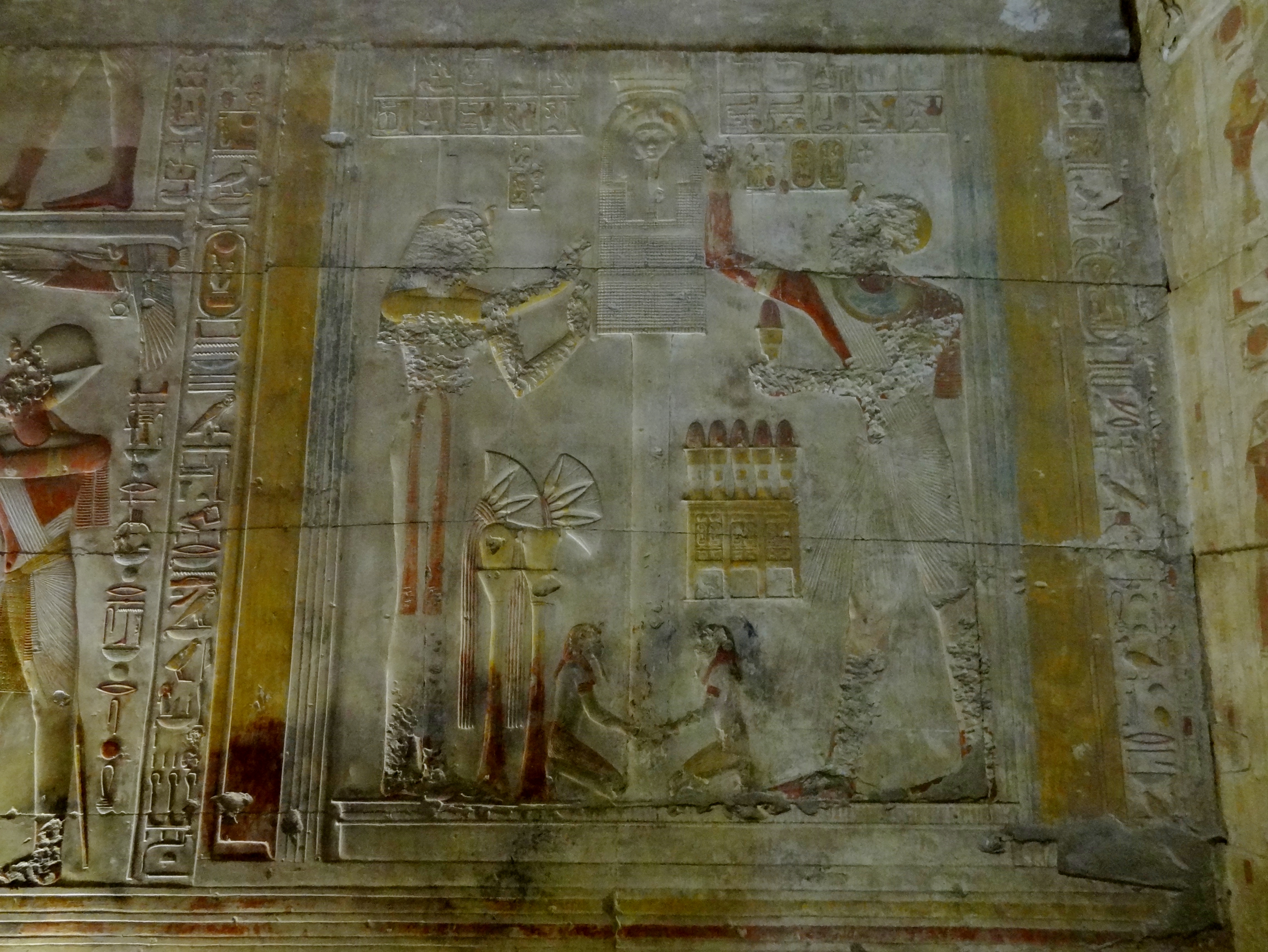
Rara immagine del sacrario, su palo, con la testa di Osiride nella necropoli di Peqer] nel Tempio funerario di Seti I

In origine, Peqer, era un umile cimitero del periodo Naqada I che si sviluppò e acquisì importanza fino al periodo di Naqada III quando vi furono seppelliti i primi re predinastici e successivamente del protodinastico divenendo così una necropoli reale fino alla II dinastia.
La divinità protettrice era Khentamentyu ma verso la V dinastia venne affiancata da Osiride con numerose stele funerarie che ne testimoniano il sincretismo.
Nella necropoli di Peqer venne seppellita la testa di Osiride trasformando così la necropoli nel più importante centro di culto del dio, dove tutti si recavano in pellegrinaggio celebrando i Misteri di Osiride.
Secondo l'antica tradizione, con il nome di Peqer veniva indicato anche l'albero, non identificato, che cresceva sulla tomba di Osiride, similmente ad altri alberi associati con le divinità.
Durante il Nuovo Regno il culto di Osiride si sviluppò ulteriormente e il sito continuò ad essere meta di pellegrinaggi con offerte votive costituite da piccoli vasi e stele. Dai frammenti, veramente numerosi, ha preso il nome la località.

## Esplorazione
Scoperto da Émile Amélineau che vi lavorò fino al 1899, venne studiato da Flinders Petrie per i successivi tre anni. Anche Édouard Naville ed Eric Peet contribuirono a un'ulteriore conoscenza del sito (dal 1912 al 1919), ma furono determinanti per la ricostruzione del periodo predinastico gli ulteriori scavi effettuati, nel 1977, da Werner Kaiser e Günther Dreyer per conto dell'Istituto Archeologico tedesco del Cairo.